# استاروواسکینو
استاروواسکینو (انگلیسی: Starovaskino) یک شهرک در شهرستان میشکینسکی استان باشقیرستان کشور روسیه است.